# Peso argentin
Pour les articles homonymes, voir Peso et ARS.
Le peso est la monnaie officielle de l'Argentine, code ISO ARS, et subdivisée en 100 centavos.
Il remplace l'austral au 1er janvier 1992 sous le nom de peso convertible.

## Évolution du taux de change
En mai 2023, un euro valait 250 pesos et un dollar, 232 pesos.
En janvier 2025, un euro valait 1 000 pesos et un dollar, 1 030 pesos. 
En juin 2000, le taux de change du peso argentin (ARS) avec l'euro (EUR) était d'environ 1,055. Au 13 avril 2007, le peso s'établissait à 3,12 ARS pour 1 dollar américain, et à 4,22 ARS pour 1 euro. Au 29 décembre 2009, un euro s'échangeait contre 5,47 pesos tandis que le billet vert valait 3,79 pesos argentins. Avec la crise économique argentine au début des années 2000, la monnaie a été fortement dépréciée au point d'atteindre un taux de change avec l'euro d'environ 0,001 en janvier 2025, soit une diminution d'un facteur de 1 055. Durant cette période, le peso a perdu 99,91 % de sa valeur face à l'euro.

## Histoire du peso argentin

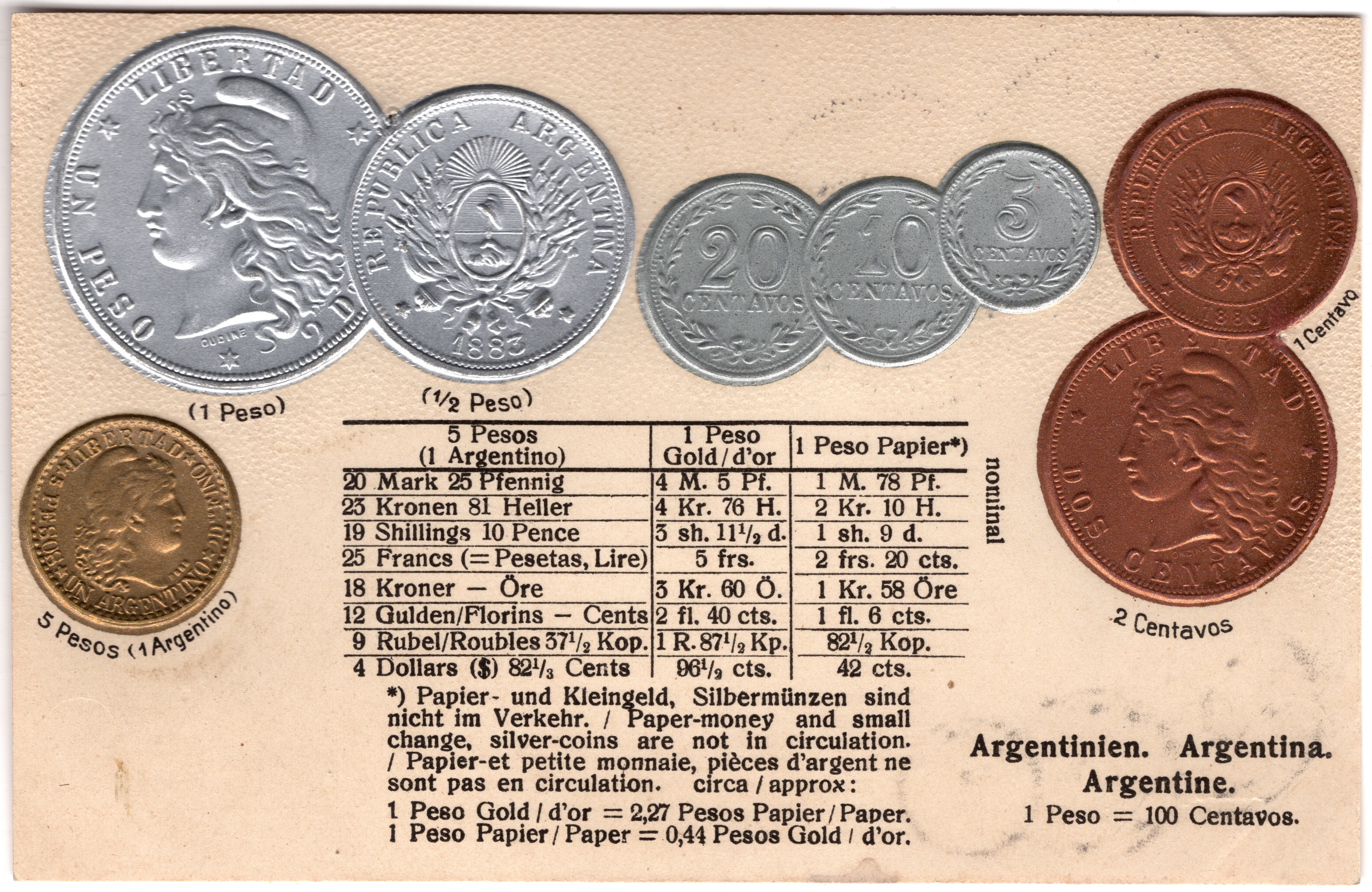
Carte postale (avant 1914) figurant les pièces existantes en Argentine.

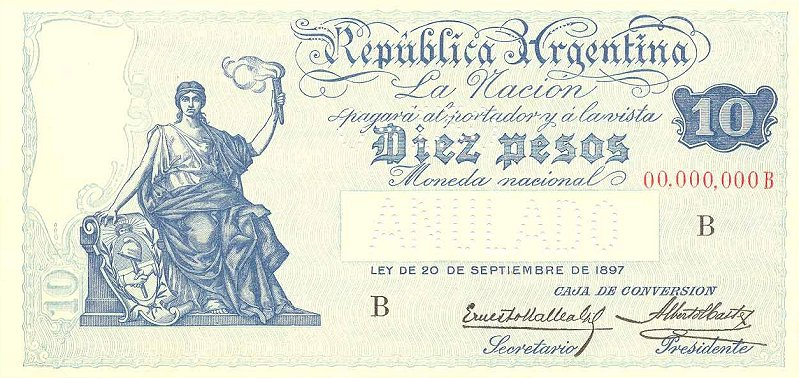
Billet de 10 pesos argentin, 1908.

### Premier peso (1881-1969)
Après la déclaration d'indépendance du 25 mai 1810 vis-à-vis de l'Empire colonial espagnol, Buenos Aires et les autres provinces du Río de la Plata entamèrent une guerre d'indépendance, en envoyant des expéditions au Haut Pérou (Alto Perú), foyer de résistance royaliste. Les Argentins prirent la ville impériale de Potosí avec sa Casa de la Moneda en 1810, 1813 et 1815 : les deux dernières occupations furent importantes du point de vue monétaire, parce qu'on changea les monnaies qui était émises jusqu'alors, le réal espagnol colonnaire, par de nouvelles monnaies où figuraient les symboles et la devise du nouveau pays, En Unión y Libertad. La devise est le réal argentin, fondée par la loi du 13 avril 1813. 16 réaux forment un escudo d'oro.
Le peso vaut alors 8 réaux, quand il devient le 5 novembre 1881, peso moneda nacional, qui est le nom officiel de la  nouvelle monnaie. Il est divisé en 100 centavos. L'Argentine rejoint unilatéralement l'Union latine. Au change, 1 peso vaut 5 francs français.
La monnaie abandonne l'étalon-or en 1914. Elle est arrimée au dollar américain en 1927, au taux de 2,36 peso pour 1 dollar. En 1933, le taux grimpe à 3 peso. Après cette date, le peso est arrimé à la livre sterling jusqu'en 1939, au taux de 15 peso pour 1 livre.
Une période d'hyperinflation affaiblit sensiblement le peso au cours de l'après-guerre.

### Deuxième peso (1970-1983)
La loi 18.188 promulguée le 5 avril 1969 institue le peso ley dieciocho mil ciento ochenta y ocho, un nouveau peso qui remplace en janvier 1970 l'ancienne monnaie au taux de 100 anciens peso contre 1. Ce « peso lourd » commence à se dévaluer à partir de 1981, du fait d'une hyperinflation causée par la crise financière.

### Troisième peso (1983-1985)
Le 5 mai 1983, le peso ley 18.188 est remplacé par un nouveau peso au taux de 10 000 contre 1.
Le 15 juin 1985, le nouveau peso est remplacé par l'austral au taux de 1 000 contre 1.

### Quatrième peso (depuis 1992)
Au 1er janvier 1992, l'austral est démonétisé et remplacé par le peso convertible, au taux de 10 000 australs contre 1 ARS. C'est actuellement la monnaie officielle de l'Argentine.
En 2023 est lancé un billet de 2 000 pesos, valant alors 8,50 dollars. Cependant, du fait de l'inflation, ce billet ne vaut plus que 2,20 dollars lorsque, le 7 mai 2024, est lancé un billet de 10 000 pesos, lequel vaut alors environ 11 dollars. A peine six mois après, un billet de 20 000 pesos est lancé en novembre 2024. A sa sortie, il vaut environ 20 dollars américains alors qu'en juillet 2025, du fait des politiques monétaires de Javier Milei, il ne vaut plus qu'environ 15 dollars.